# Crassula humbertii
Crassula humbertii là một loài thực vật có hoa trong họ Crassulaceae. Loài này được Desc. miêu tả khoa học đầu tiên năm 1957.